# Cardul European de Asigurări Sociale de Sănătate

Model al cardului austriac (spatele).

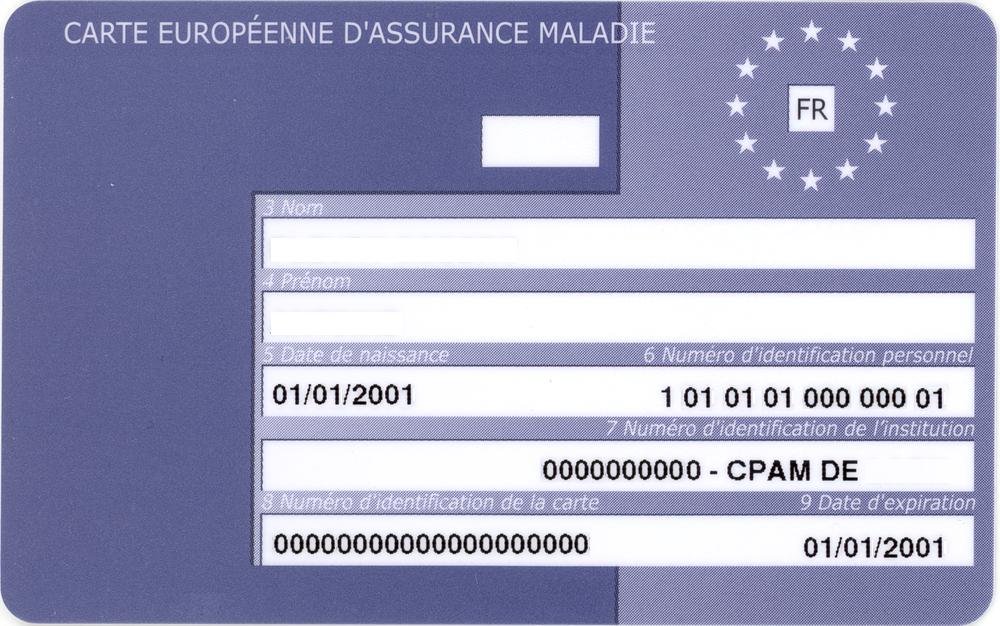
Modelul francez

DE

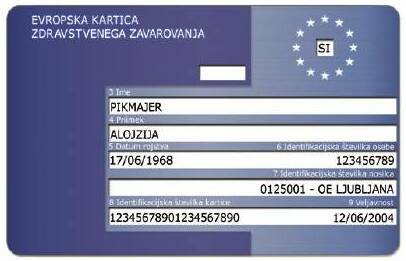
SI

Cardul european de asigurări sociale de sănătate este emis gratuit persoanelor asigurate și asigură persoanelor din cele 27 de state membre ale Uniunii Europene, plus Islanda, Liechtenstein, Norvegia și Elveția, Regatul Unit, accesul gratuit sau la un cost redus la servicii medicale în cursul vizitelor temporare în străinătate, dacă acestea devin necesare pe durata vizitei datorită unei boli acute sau datorită acutizarii unei stari patologice pre-existente ce necesită tratament.
Cardul european de asigurări sociale de sănătate asigură tratamentele și procedurile care sunt în mod normal acoperite de asigurarile de sănătate din țara vizitată, de aceea asigurările medicale private sunt în unele cazuri necesare.
Acest card nu acoperă costurile serviciilor medicale în cazul vizitelor care au scopul de a obține îngrijiri medicale pentru o afecțiune pe care ați avut-o înainte de a pleca în călătorie. Cardul nu acoperă nici cheltuielile efectuate cu furnizorii de servicii medicale din sectorul privat.

## Când a fost creat
Cardul european de asigurări sociale de sănătate a fost introdus în mod progresiv, începând de la 1 iunie 2004 până la 31 decembrie 2005. Începând cu 1 ianuarie 2006, acesta este emis și recunoscut în toate statele enumerate mai jos.

## Țările participante
- Austria
- Belgia
- Bulgaria
- Cipru (nu și în Nord)
- Cehia
- Danemarca
- Estonia
- Finlanda
- Franța
- Germania
- Grecia
- Ungaria
- Islanda
- Irlanda
- Italia
- Letonia
- Liechtenstein
- Lituania
- Luxemburg
- Malta
- Țările de Jos
- Norvegia
- Polonia
- Portugalia
- România
- Slovacia
- Slovenia
- Spania
- Suedia
- Elveția (excluzând alte naționalități)
- Regatul Unit (incluzând  Gibraltar)

În unele situații, anumite persoane, deși sunt asigurate în țara de reședință, nu pot obține cardul european de asigurări sociale de sănătate.